# Doug Sharp
Pour les articles homonymes, voir Sharp.
Doug Sharp, né le 27 novembre 1969 à Marion, est un bobeur américain notamment médaillé de bronze olympique en 2002.

## Biographie
Doug Sharp pratique le saut à la perche ainsi que le football américain et le hockey sur glace avant une carrière de bobeur d'une durée de quatre ans pendant laquelle il est au service de l'armée américaine. Il remporte notamment la médaille de bronze en bob à quatre lors des Jeux olympiques de 2002 organisés à Salt Lake City aux États-Unis avec Brian Shimer, Mike Kohn et Dan Steele. Après sa carrière, Sharp est chiropraticien.

## Palmarès

### Jeux Olympiques
- : médaillé de bronze en bob à 4 aux JO 2002.